# Goar Biesenkamp
Goar Biesenkamp (* 30. Juni 1957 in Bochum) ist ein deutscher Musikproduzent, Musiker und Komponist. Seine Produktionen finden sich sowohl in Kino-, TV- und Gamesproduktionen von Walt Disney, DreamWorks, Sony Pictures und Warner Brothers, als auch in Werbespots von McDonald’s, Karstadt und Jacobs.
Bekannt wurde er als Musikproduzent des Künstlers Lou Bega, mit dem er mehr als 15 Millionen Tonträger verkaufte.
Er ist mit mehr als 70 Gold- und Platinauszeichnungen in 40 Ländern ausgezeichnet.

## Leben

### Kindheit und Jugend
Biesenkamp wuchs mit drei Geschwistern in Bochum, Rodgau und Heusenstamm auf und absolvierte in Darmstadt ein Studium zum Wirtschaftsingenieur/Elektrotechnik. Bis zu seinem 30. Lebensjahr spielte er als Gitarrist in verschiedenen Blues-, Latin-, Jazz- und Rock-Formationen. Seine Diplomarbeit im Jahr 1989 war eine der ersten wissenschaftlichen Arbeiten über das Thema Künstlerverträge in der Musikindustrie in Deutschland.

### Karriere
Nach dem Studium war er mehrere Jahre in führenden Positionen bei der Bertelsmann Musik Group BMG tätig. Während seiner Zeit als Leiter der Stabsabteilung „Beteiligungen/Neue Geschäfte“ war er unter anderem maßgeblich am Kauf und der Unterstützung des Labels „Logic“ beteiligt. Dem Label gelang in dieser Zeit mit dem Titel I’ve Got the Power der Band SNAP erstmals in der deutschen Geschichte ein Nummer-1-Hit gleichzeitig in den beiden Schlüsselmärkten England und USA.
Ende 1996 machte sich Biesenkamp als Musikproduzent selbständig und gründete in München das Unternehmen Unicade Music. Für sein Projekt Balibu förderte er den jungen DJ Ole Wierk, der sich später als einer der Masterminds hinter Groove Coverage einen Namen machte, und den damals unbekannten Rapper David Lubega. Die Single Let’s Come Together des Projekts mit den beiden Künstlern wurde im Herbst 1997 bei East West Records/Warner Music veröffentlicht.
Mitte der 1990er zeichnete sich Rap im angloamerikanischen Markt als eine der großen neuen Musikbewegungen ab. Allerdings fanden Rap-Songs in den deutschen Radios zu dieser Zeit nur sehr begrenzt Anklang, worauf Biesenkamp die musikalische Idee eines „melodiösen Rap“ entwickelte, den er mit Latin-Einflüssen kombinierte. Er produzierte mit dem Rapper David Lubega mehrere Titel in dem neu kreierten Musikstil. Nach seinen Vorgaben entstand dabei Ende 1997 in Zusammenarbeit mit dem Arrangeur Christian „Zippy“ Pletschacher der zunächst für den Film Das merkwürdige Verhalten geschlechtsreifer Großstädter zur Paarungszeit gedachte Titel Mambo No. 5 (A Little Bit of…). Hierbei wurde in der Produktion ein Trompetensample aus Pérez Prados Instrumentalstück Mambo No. 5 verwendet. Der ansonsten von der Gesangsmelodie und Text völlig neu komponierte Titel sollte mit dem Hinweis „A little bit of…“ eine Hommage an den Mambo-Altmeister sein.
Biesenkamp erarbeitete für den Künstler das Imagekonzept als dandyhafter Womanizer mit weißem Anzug, Borsalino-Hut, Gamaschenschuhen und brasilianischen Tänzerinnen auf der Bühne. Zudem schlug er David Lubega den Künstlernamen „Lou Bega“ vor.
Im April 1999 wurde die Single Mambo No. 5 in Deutschland veröffentlicht und avancierte zum Welthit. Anfangs wollte BMG/RCA in den Vereinigten Staaten trotz bereits mehrerer Nummer-eins-Chartplatzierungen in Europa den Titel nicht veröffentlichen. Biesenkamp nahm daraufhin mit dem damaligen A&R-Manager von Sony Music Gespräche auf und engagierte ein Submanagement in Los Angeles. Schließlich wurde der Titel bei RCA in den Vereinigten Staaten veröffentlicht. Biesenkamp verlagerte seine Arbeit dorthin und gründete in New York City eine Dependance. Es gelang ihm seinen Künstler als Special Guest auf eine große Cher-Tournee durch die Vereinigten Staaten zu bringen, was schließlich dem Album auch dort zu großen Erfolg verhalf.
Der Titel Mambo No. 5 gilt noch heute als einer der schnellsten Top-1-Aufsteiger in den US-amerikanischen Airplaycharts. Das Album A Little Bit of Mambo erreichte Platz 3 der amerikanischen Verkaufscharts und brachte seinem Künstler eine Grammy-Nominierung. Von dem Album wurden allein in den Vereinigten Staaten über 3,5 Millionen Stück verkauft. Bei anschließend weltweiten Konzerten verantwortete Biesenkamp vor Ort die Produktion der Shows und die Kommunikation mit dortigen Plattenfirmen und Konzertagenturen.

## Weitere Aktivitäten
Eine Reihe von Künstlern wurden von Biesenkamp in den Anfängen als Talent entdeckt und gecoacht, darunter die Sängerin Jessica von Novaspace, der Songwriter und Coproduzent Ole Wierk von Groove Coverage, der Sänger und Autor Ralf Gerlach alias J Del Alma von Pachanga, die Künstlerin Grazia di Fresco alias Sha, der Sänger Maliq, der Sänger Marc Lopez alias Marc Sway und der deutsch-italienische Sänger Vito Lavita.
Biesenkamp arbeitete zusammen mit dem Buena Vista Social Club-Mitglied Compay Segundo, mit den Grammy nominierten Klazz Brothers & Cuba Percussion, mit dem russischen Superstar Alexandr Malinin, mit dem afghanischen Superstar Farhad Darya (der nach der Veröffentlichung seines von Biesenkamp produzierten Albums für Afghanistan zum UN-Friedensbotschafter ernannt wurde), mit dem Rapper Toni Tuklan und vielen anderen.

## Mitgliedschaften
Biesenkamp ist u. a. Mitglied im Deutschen Produzentenverband MPAG, dem Verband unabhängiger Tonträgerfirmen VUT, dem Komponistenverband CC, in der Jury des bayrischen Rockpreis PICK UP, im Medienausschuss der IHK München, Initiator des jährlichen Bandcontests „Unüberhörbar“ mit der Stadt München sowie Lehrbeauftragter an der MHMK Hochschule für Medien und Kommunikation im Fachbereich Musikmanagement.